# Parette
Parette (Luxemburgs: Parrt) is een plaats in de gemeente Attert in het Land van Aarlen, het Luxemburgstalige deel van de Belgische Provincie Luxemburg op de grens met Luxemburg.
Tot 1843 behoorde Parette tot de Luxemburgse gemeente Perlé. Door het grensverdag van 7 augustus 1843 werd Parette naar de Belgische gemeente Attert overgeheveld. Bij de oprichting van de gemeente Nothomb in 1923 werd Parette bij Nothomb gevoegd.
Deelgemeenten: Attert · Nobressart · Nothomb · Thiaumont · Tontelange

Overige kernen: Almeroth · Grendel · Heinstert · Lischert · Lottert · Louchert · Luxeroth · Metzert · Parette · Post · Rodenhoff · Schadeck · Schockville

Belgische gemeenten · Arrondissement Aarlen · Luxemburg · Wallonië